# 穆罗瓦内 (利沃夫区)

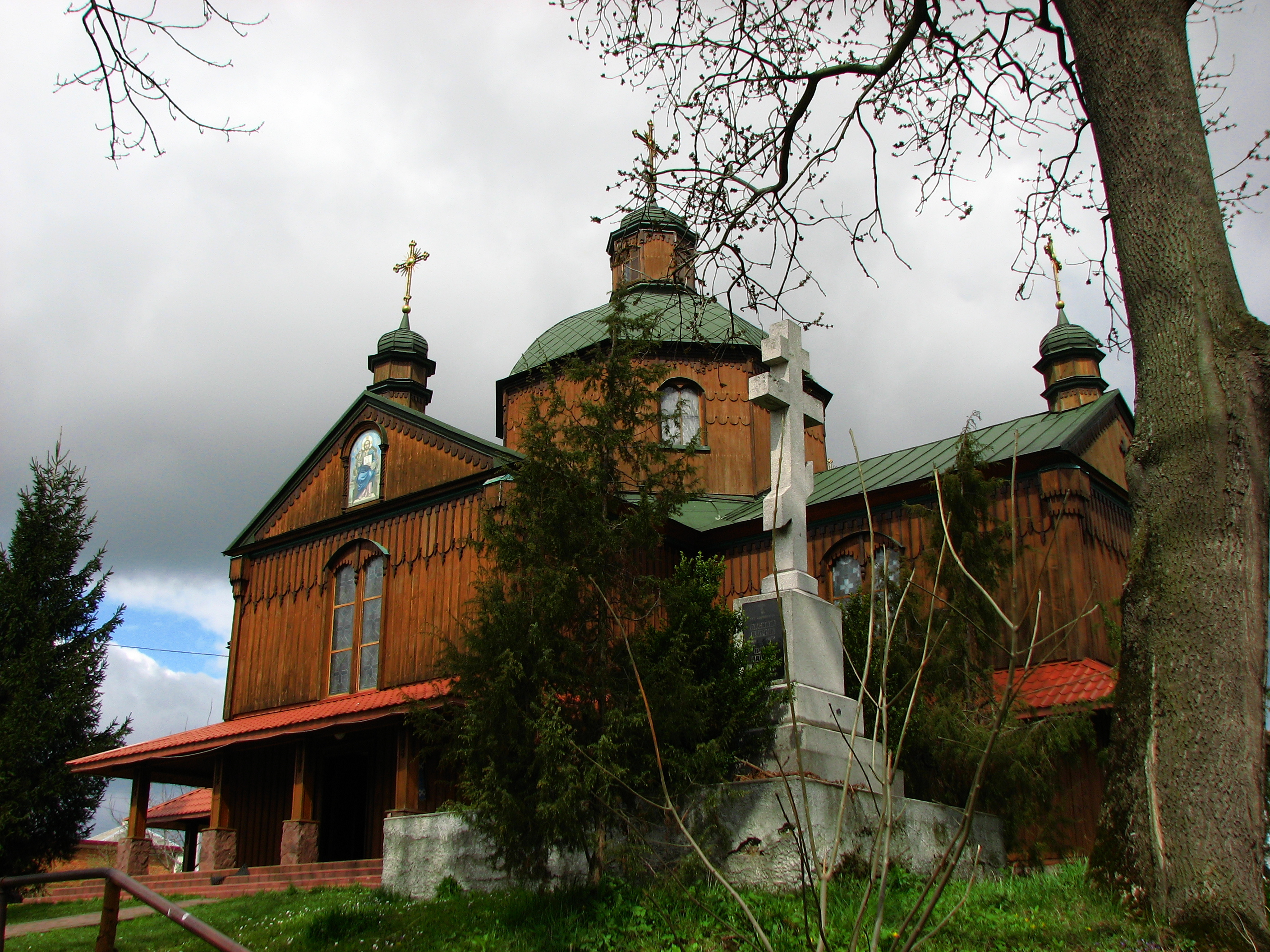
教堂

穆羅瓦内（羅馬化：Murovane）是烏克蘭西部利沃夫州利沃夫区穆罗瓦内市镇内的村庄及該市鎮的行政中心。面積1.5平方公里，海拔高度257米，2001年人口4,421，人口密度每平方公里2,947.33人。